# 수종사
수종사(水鍾寺)는 경기도 남양주시에 있는 대한불교조계종 소속의 사찰이다.
조계종 제25교구 본사인 봉선사의 말사로, 남양주시 조안면의 운길산 중턱에 있다. 한강이 바라다보여 전망이 시원한 곳에 지어져 있다.
신라 시대에 처음 지어진 것으로 전해지나 자세한 연혁은 알 수 없으며, 조선 세조와 관련된 일화가 있다. 세조가 지병 치료를 위해 강원도에 다녀오다가 양수리에서 하룻밤을 보내던 중, 은은한 종소리가 들여오는 곳을 찾아가 보니 토굴 속에 18 나한상이 있고 바위 틈에서 떨어지는 물방울이 종소리를 내더라는 것이다. 이에 세조가 18 나한을 봉안해 절을 짓고 수종사라는 이름을 붙였다는 전설이다. 그러나 사찰에 세조의 고모인 정의옹주의 부도가 남아있는 것은 그 이전에 이미 상당 규모의 절이었음을 시사해, 이 전설이 얼마나 정확한지는 알 수 없다.
19세기에 중건한 기록이 있으며, 한국 전쟁 때 피해를 입어 지금 남아 있는 건물은 현대에 다시 지은 것들이다. 전망대가 있어 북한강과 남한강이 합류하는 지점인 양수리 풍경을 볼 수 있도록 되어 있고, 삼정헌이라는 이름의 다실에서는 차를 마실 수 있다.
아담한 규모의 절이며 경내에는 경기도 유형문화재 제22호로 지정된 팔각오층석탑과 제157호인 조선 세종 21년에 세워진 부도가 있다. 세조가 중창할 때 심은 것으로 전해지는 은행나무도 두 그루 남아 있다.

## 명승 지정
수종사에 대한 유래는, 1458년(세조 4) 세조가 금강산(金剛山) 구경을 다녀오다 이수두( 二水頭: 兩水里 )에서 하룻밤을 묵게 되었는데, 한밤중에 난데없는 종소리에 잠을 깬 왕이 부근을 조사하자, 주변에 바위 굴이 있고, 굴 안에 18나한(羅漢)이 있었으며, 굴 안에서 물방울 떨어지는 소리가 마치 종소리처럼 울려나와 이 곳에 절을 짓고 수종사라고 하였다고 전해 온다.
운길산 수종사는 북한강과 남한강이 합류하는 두물머리(양수리)를 바라볼 수 있는 저명한 경관 전망지점으로 자연경관 가치가 높은 곳이다. 예부터 많은 시인 묵객들이 이 곳의 풍광을 시․서․화로 남겼으며, 서거정(1420～1488)은 수종사를 ‘동방에서 제일의 전망을 가진 사찰’이라 하였으며, 봄·여름·가을·겨울 연중 내내 신록·단풍·설경이 신비스러우며, 일출·일몰·운해 등 어느 시간의 풍광이라도 대단히 아름다운 전망을 지니고 있는 조망지점으로서 경관가치가 큰 곳이다.
정약용은 일생을 통해 수종사에서 지낸 즐거움을 ‘군자유삼락’에 비교할 만큼 좋아했던 곳으로 역사문화 가치가 높은 곳이며, 또한 다선(茶仙 )으로 일컬어지는 초의선사가 정약용을 찾아와 한강의 아름다운 풍광을 즐기며 차를 마신 장소로서, 차문화와 깊은 인연이 있는 곳이며, 현재 수종사는 삼정헌(三鼎軒 )이라는 다실을 지어 차 문화를 계승하고 있어 차 문화를 상징하는 사찰로 이름이 높다.
겸재 정선(1676 ~ 1759)의 경교명승첩(한강의 북한강․ 남한강 주변경관과 한강과 서울의 인왕산, 북악산 등의 경관을 그린 화첩으로 총 33점으로 이뤄짐)중 독백탄(獨栢灘)은 현재의 남한강과 북한강이 만나는 ‘양수리’의 경관을 보여주는 고서화로서 그 시대의 명승지 경관과 현재의 경관을 비교 감상할 수 있어 회화 가치가 높다.

## 문화재

### 보물
- 남양주 수종사 부도 사리장엄구 : 대한민국의 보물 제259호, 불교중앙박물관 소장
  - 남양주 수종사 부도 사리장엄구-청자유개호 : 대한민국의 보물 제259-1호, 불교중앙박물관 소장
  - 남양주 수종사 부도 사리장엄구-금제구층탑 : 대한민국의 보물 제259-2호, 불교중앙박물관 소장
  - 남양주 수종사 부도 사리장엄구-은제 도금 사리기 : 대한민국의 보물 제259-3호, 불교중앙박물관 소장
- 남양주 수종사 팔각오층석탑 출토유물 일괄 :  대한민국의 보물 제1789호, 불교중앙박물관 소장
- 남양주 수종사 팔각오층석탑 : 대한민국의 보물 제1808호
- 남양주 수종사 사리탑 - 대한민국의 보물 제2013호

### 명승
- 남양주 운길산 수종사 일원 : 대한민국의 명승 제109호

## 같이 보기
- 운길산

## 참고자료
- 한국관광공사 (2006년 12월 27일). “(1월의 가볼만한 곳) 녹차 한잔에 시름을 잊다… 수종사”. 조선일보. 2008년 5월 28일에 확인함.[깨진 링크(과거 내용 찾기)]